# Västra Karaby
Västra Karaby is een plaats (tätort) in de gemeente Kävlinge in het landschap Skåne en de provincie Skåne län in Zweden. De plaats heeft 229 inwoners (2010) en een oppervlakte van 48,91 hectare.